# Kudoba
Kudoba, polnisch Chudoba (1936–1945: Kirchwalde) ist ein Dorf im polnischen Powiat Kluczborski der Woiwodschaft Oppeln. Es gehört zur zweisprachigen Gemeinde Gross Lassowitz.

## Geographie

### Geographische Lage
Kudoba liegt im Nordwesten der historischen Region Oberschlesien. Der Ort liegt rund vier Kilometer östlich vom Gemeindesitz Groß Lassowitz, rund sechzehn Kilometer südlich von der Kreisstadt Kluczbork (Kreuzburg) und 37 Kilometer nordöstlich von der Woiwodschaftshauptstadt Oppeln.
Durch Kudoba fließt der Budkowitzer Bach (poln. Budkowiczanka), ein linker Nebenfluss des Stobers (poln. Stobrawa). Kudoba liegt an der Woiwodschaftsstraße Droga wojewódzka 94. Südlich und nördlich des Dorfes erstrecken sich weitläufige Waldgebiete.

### Nachbarorte
Nachbarorte von Kudoba sind im Norden Klein Lassowitz (poln. Lasowice Małe), im Osten Wendrin  (Wędrynia), im Süden Grunowitz (Gronowice), im Südwesten Sausenberg (Szumirad) sowie im Westen der Gemeindesitz Groß Lassowitz (Lasowice Wielkie).

## Geschichte

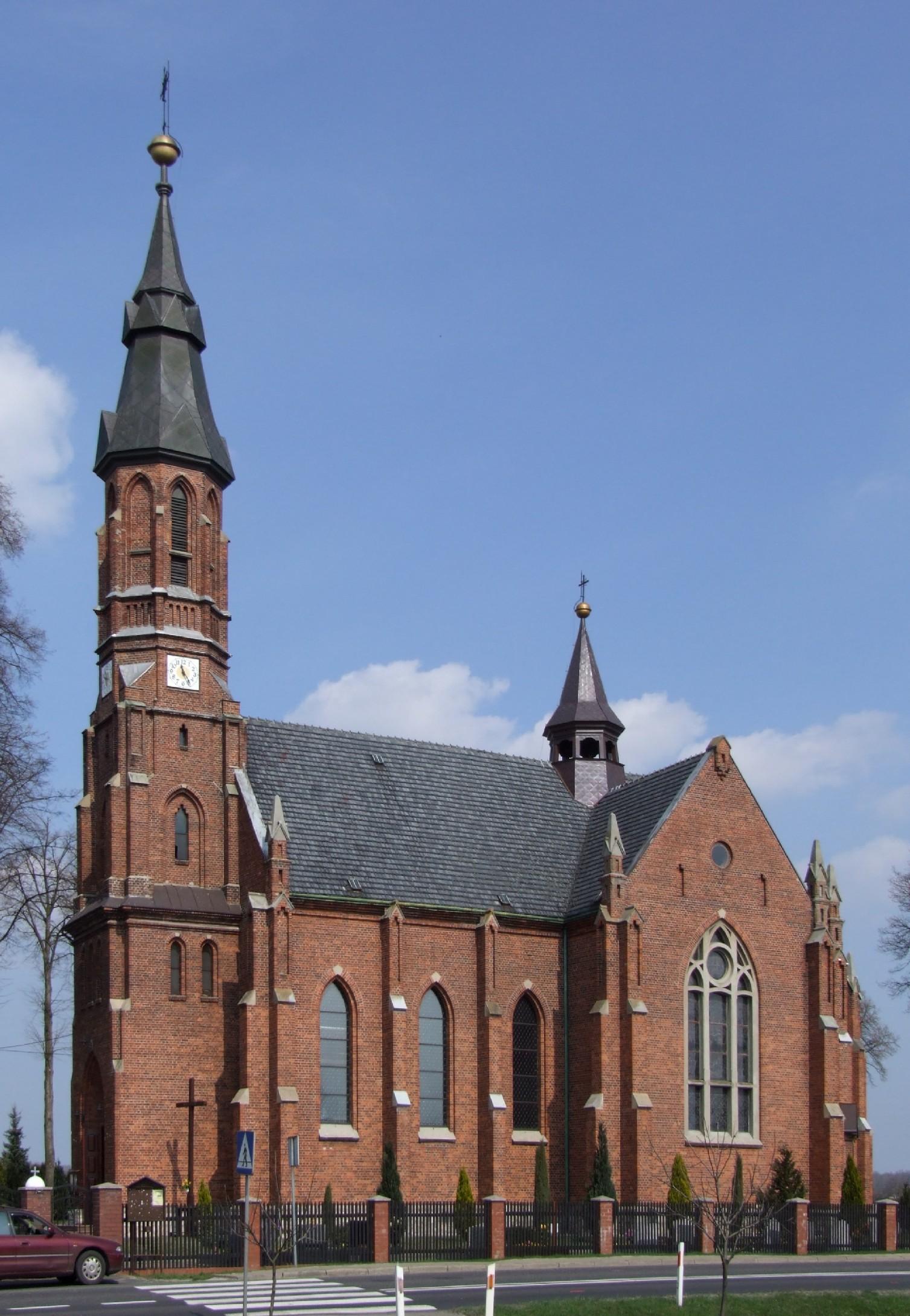
Herz-Jesu-Kirche

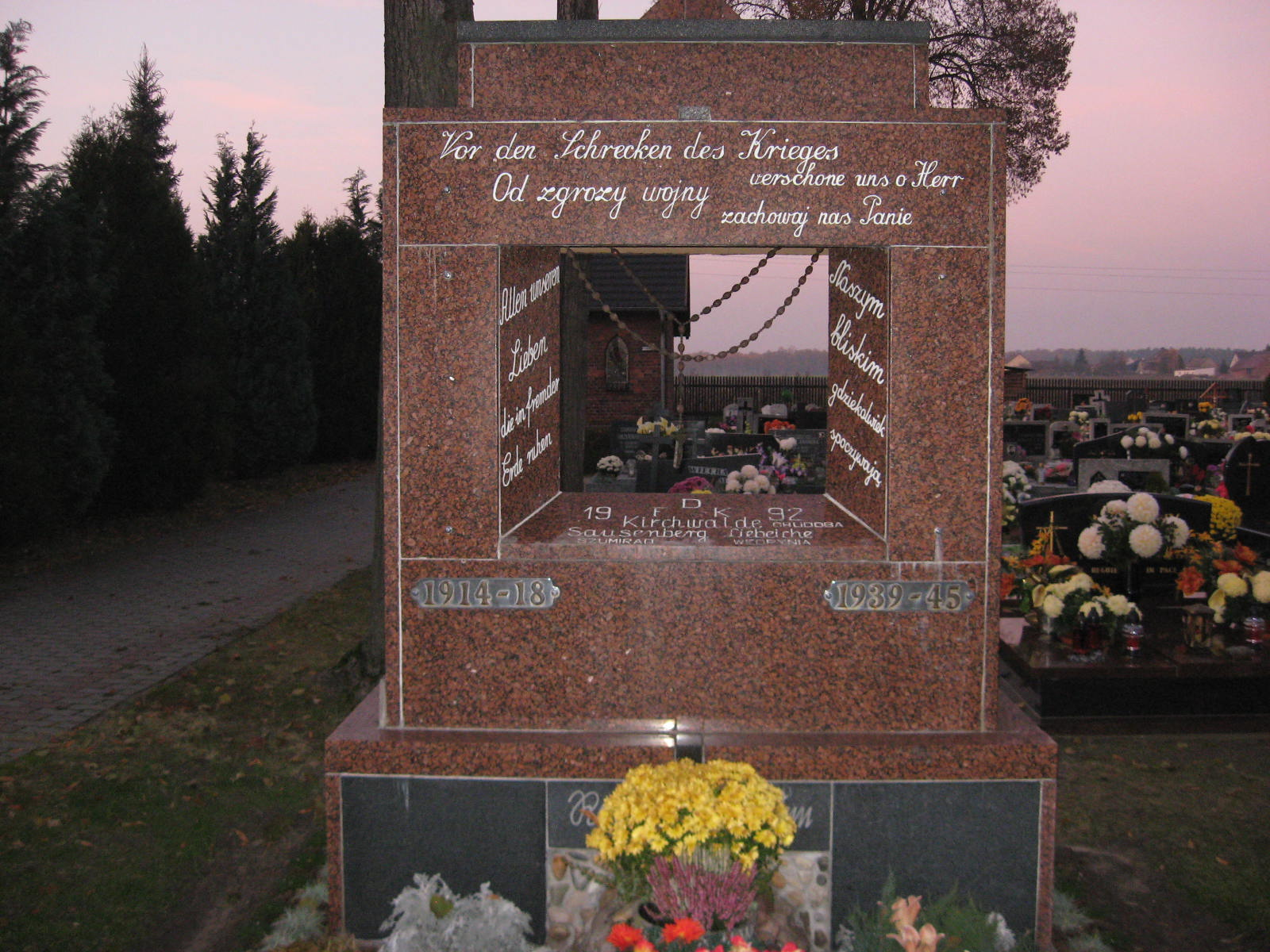
Gefallenendenkmal

Kudoba wird 1297 erstmals als Chudobici erwähnt. 1381 wurde der Ort als Chudoba erwähnt. Der Ortsname Kudoba leitet sich von der Beschaffenheit des Bodens in der Gegend ab und bedeutet in etwa armseliger Ort.
Der Ort wurde 1783 im Buch Beyträge zur Beschreibung von Schlesien als Chudowe erwähnt, gehörte einer Prinzessin von Hohenlohe, lag im Kreis Rosenberg und hatte 175 Einwohner, ein herrschaftliches Vorwerk, eine Schule, zehn Bauern, 13 Gärtner und eine Häuslerstelle. 1865 hatte Chudoba einen Müller, zwölf Bauern, zwölf Gärtner und 16 Häusler, sowie eine katholische Schule.
1845 wird der Ort als Chudoba beschrieben. Im gleichen Jahre bestanden im Dorf eine katholische Schule und 42 weitere Häuser. 1845 lebten in Kudoba 356 Menschen, davon 22 evangelisch. Ab 1874 war es dem Amtsbezirk Sausenberg eingegliedert, welcher aus den Landgemeinden Chudoba, Groß Lassowitz, Grunowitz, Klein Lassowitz, Laskowitz, Marienau, Sausenberg, Skorkau und Trzebitschin und den Gutsbezirken Chudoba, Groß Lassowitz, Grunowitz, Klein Lassowitz, Laskowitz, Sausenberg, Skorkau und Trzebitschin bestand.
Bei der Volksabstimmung in Oberschlesien am 20. März 1921 stimmten im Ort 223 Wahlberechtigte für einen Verbleib Oberschlesiens bei Deutschland und 160 für eine Zugehörigkeit zu Polen. Kudoba verblieb nach der Teilung Oberschlesiens beim Deutschen Reich. 1925 lebten 662 Menschen in Kudoba, 1933 wiederum 775. Am 27. April 1936 wurde der Ort im Zuge einer Welle von Ortsumbenennungen der NS-Zeit in Kirchwalde umbenannt. 1939 wurden die Gemeinde Lauschen im Amtsbezirk Albrechtsdorf und die Gemeinde Liebeiche im Amtsbezirk Liebeiche nach Kirchwalde eingemeindet. 1939 zählte Kirchwalde 2245 Einwohner. Bis 1945 befand sich der Ort im Landkreis Rosenberg O.S.
1945 kam der bis dahin deutsche Ort unter polnische Verwaltung und wurde anschließend der Woiwodschaft Schlesien angeschlossen und ins polnische Chudoba umbenannt. 1950 kam der Ort zur Woiwodschaft Oppeln. 1999 kam der Ort zur Woiwodschaft Oppeln und zum wiedergegründeten Powiat Kluczborski. 2008 lebten 815 Menschen in Kudoba. Am 16. August 2010 erhielt der Ort zusätzlich den amtlichen deutschen Ortsnamen Kudoba.

## Sehenswürdigkeiten
- Die römisch-katholische Herz-Jesu-Kirche wurde zwischen 1906 und 1907 im neogotischen Stil mit roter Ziegelsteinfassade erbaut. Umgeben ist die Kirche vom Dorffriedhof. Zum 100-jährigen Jubiläum im Jahr 2007 wurde die Kirche grundlegend saniert.[11]
- Denkmal für die Gefallenen beider Weltkriege auf dem Friedhof – 1992 eingeweiht

## Persönlichkeiten
- Bernhard Jagoda (1940–2015), Politiker und Präsident der Bundesanstalt für Arbeit in Nürnberg.